# Encyclia oxyphylla
Encyclia oxyphylla är en orkidéart som beskrevs av Rudolf Schlechter. Encyclia oxyphylla ingår i släktet Encyclia och familjen orkidéer. Inga underarter finns listade i Catalogue of Life.